# J. Malucelli Futebol
Der J. Malucelli Futebol S/A war ein Sportverein aus Curitiba, im brasilianischen Bundesstaat Paraná.

## Geschichte
Am 27. Dezember 1994 wurde in São José dos Pinhais der Clube Malutrom ins Leben gerufen. Die Unternehmerfamilien Malucelli (Malu) und Trombini (Trom) nutzten für die Gründung die Strukturen des bereits seit den 1970er Jahren bestehenden Malutrom Masters. Der Klub war eine Sociedade anónima, Kapitalgesellschaft, und als solche Bestandteil der Unternehmensgruppe Grupo JMalucelli.
1998 trat Malutrom erstmals in der Staatsmeisterschaft von Paraná an. In der Segunda Divisão, der zweiten Liga, traf man am 25. Januar auf den Mixto Bordô FC. In seinem Debüt erreichte der Klub ein 1:1–Unentschieden. Am Ende des Wettbewerbs hatte Malutrom das Finale gegen den AA Batel erreicht. In den beiden Spielen am 31. Mai und 6. Juni konnte sich der Klub mit 1:3 und 1:2 durchsetzen. Der Titelgewinn bedeutete auch den Aufstieg in oberste Spielklasse von Paraná 1999. In dem Jahr konnte der Klub auch in der Série C antreten. Malutrom wurde aber auferlegt, zunächst in der Qualifizierungsrunde seines Verbandes anzutreten. Der Klub verweigerte dieses, da man sich als Viertplatzierten der Staatsmeisterschaft ansah und als solcher nicht in die Qualifizierung gemusst hätte.
Im Jahr 2000 trat Malutrom in der Copa João Havelange an. Dieses nationale Meisterschaftsturnier wurde nicht vom nationalen Verband CBF ausgerichtet, sondern vom Clube dos 13. Hintergrund waren Klagen verschiedener Klubs, damit verbundene Probleme des CBF und Anweisungen der FIFA. Teilgenommen haben alle Vereine, die in der Saison 1999 in den Ligen Série A, Série B und Série C antraten. Eingeteilt wurden die Mannschaften in vier Gruppen, mit den Klubs aus der Série C in den Gruppen Grün und Weiß. Malutrom fand sich in der Gruppe F der Weißen Gruppe wieder. Der Klub kämpfte sich nach zwei weiteren Gruppen bis ins Finale der Weißen Gruppe und gewann dieses mit 1:1 und 2:3 gegen Uberlândia EC. Im folgenden Achtelfinale verlor Malutrom gegen den Cruzeiro EC mit 0:3 und 1:1. Dieses Erreichen des Achtelfinales wird als Teilnahme an einer Austragung der Série A gewertet.
Zur Saison 2001 verlegte der Klub seinen Sitz nach Curitiba. In der Staatsmeisterschaft des Jahres erreichte Malutrom das Halbfinale und qualifizierte sich damit zur Teilnahme an der Copa Sul-Minas 2002. Die Copa Sul-Minas war ein Wettbewerb, aus welchem ein Vertreter für die Copa dos Campeões, einem Turnier regionaler Meister Brasiliens, welches wiederum für die Teilnahme an der Copa Libertadores dem wichtigsten südamerikanischen Vereinsfußballwettbewerb qualifizierte. In dem Turnier kam der Klub in seinen 15 Spielen auf vier Siege, ein Unentschieden und zehn Niederlagen bei 18:30 Toren. Damit belegte man den 13. Platz bei 16 Teilnehmern.
Nachdem sich Malutrom in der Série B 2001 in der Relegation gegen Tuna Luso Brasileira behaupten konnte, nahm der Klub trotzdem aus finanziellen Gründen nicht an der Série B 2002 teil. Im Jahr 2005 wurde der Verein in J. Malucelli Futebol S/A umbenannt. In der Saison 2007 hatte der Klub seinen einzigen Auftritt im Staatspokal von Paraná. In diesem erreichte man die Finalspiele gegen Londrina EC im November des Jahres. Die Partien endeten 2:2 und 2:1, Malucelli wurde Pokalsieger und qualifizierte sich damit für die Série C 2008 sowie den Copa do Brasil 2009.
2009 ging der Klub eine Partnerschaft mit dem SC Corinthians aus São Paulo ein. Im Zuge dessen firmierte man ab dem 5. Februar 2009 als Sport Club Corinthians Paranaense. Nach Beendigung der Kooperation kehrte der Klub zum 1. Juli 2012 zu seinem ursprünglichen Namen zurück. Nach Beendigung der Staatsmeisterschaft 2017 wurden Malucelli 16 Punkte abgezogen, weil der Klub den Spieler Getterson irregulär einsetzte. An der Austragung der Série D 2017 nahm der Klub nicht mehr teil und stellte seine Aktivitäten ein.

## Teilnahme an Fußballwettbewerben
| Wettbewerb                          | Teilnahmen                   |
| ----------------------------------- | ---------------------------- |
| Copa do Brasil                      | 04× – 2001, 2009, 2010, 2014 |
| Série A                             | 01× – 2000                   |
| Série B                             | 02× – 2001–2002              |
| Série C                             | 03× – 2000, 2006, 2008       |
| Série D                             | 03× – 2009, 2013, 2016       |
| Copa Sul-Minas                      | 01× – 2002                   |
| Staatsmeisterschaft                 | 19× – 1999–2017              |
| Staatsmeisterschaft Segunda Divisão | 01× – 1998                   |
| Staatspokal                         | 01× – 2007                   |

## Erfolge
- Staatsmeisterschaft von Paraná – Segunda Divisão: 1998
- Staatspokal von Paraná: 2007